# Съкровените тайни на жриците
„Съкровените тайни на жриците“ (на английски: Divine Secrets of the Ya-Ya Sisterhood) е американска трагикомедия от 2002 г. по едноименния роман на Ребека Уелс от 1996 г. Във филма участват Сандра Бълок, Елън Бърстин, Фионула Фланаган, Джеймс Гарнър, Ашли Джъд, Шърли Найт, Ангъс Макфейдън и Маги Смит. 